# Volo Scandinavian Airlines System 933
Il volo Scandinavian Airlines System 933 era un volo internazionale di linea dalla Danimarca agli Stati Uniti che il 13 gennaio 1969 si schiantò nella baia di Santa Monica alle 19:21, circa 6 miglia nautiche (11 km) a ovest dell'Aeroporto Internazionale di Los Angeles (LAX) in California. Lo schianto in mare fu causato da un errore del pilota durante l'avvicinamento alla pista 07R; i piloti erano così impegnati con la luce del carrello anteriore, che non si illuminava di verde, che persero consapevolezza della situazione e non riuscirono a tenere traccia della loro altitudine. L'aereo della Scandinavian Airlines System (SAS) aveva un equipaggio di nove persone e 36 passeggeri, di cui 15 morti nell'incidente. Il volo partì dall'aeroporto di Copenaghen, in Danimarca, e fece scalo all'Aeroporto Internazionale di Seattle-Tacoma, dove nuovi piloti presero il posto dell'equipaggio originale. Lo schianto fu simile al volo Eastern Air Lines 401. Il luogo dell'incidente era in acque internazionali, ma il National Transportation Safety Board condusse un'indagine, pubblicata il 1° luglio 1970. Il rapporto dichiarò che la causa più probabile era una gestione impropria delle risorse dell'equipaggio e affermò che l'aereo era pienamente in grado di effettuare l'avvicinamento e l'atterraggio. L'aereo stava effettuando un avvicinamento strumentale, ma stava seguendo un avvicinamento non autorizzato dalla direzione opposta.

## Il volo
L'aereo dell'incidente era un McDonnell Douglas DC-8-62, il cui numero di serie era 45822 e il numero di linea 270. Fu originariamente registrato negli Stati Uniti dalla McDonnell Douglas come N1501U per i test prima della consegna alla SAS. Venne quindi registrato come LN-MOD, ma poiché SAS aveva già un Douglas DC-7 con quel codice di registrazione, fu nuovamente registrato come LN-MOO. Il velivolo era stato registrato il 23 giugno 1967 e chiamato "Sverre Viking". Cinque giorni dopo, venne nuovamente registrato con Norwegian Air Lines, la holding norvegese del conglomerato SAS, come proprietario. Il modello DC-8-62 era stato realizzato su misura da McDonnell Douglas per la SAS onde operare fino a Los Angeles con un carico utile completo in tutte le condizioni di vento, sebbene il modello fu successivamente venduto anche ad altre compagnie aeree. La SAS prese in consegna il primo dei dieci DC-8-62 nel 1967. Lo Sverre Viking aveva volato per 6.948 ore al 7 gennaio e soddisfò tutti i requisiti di manutenzione. L'ultima revisione venne effettuata il 3 aprile 1968.

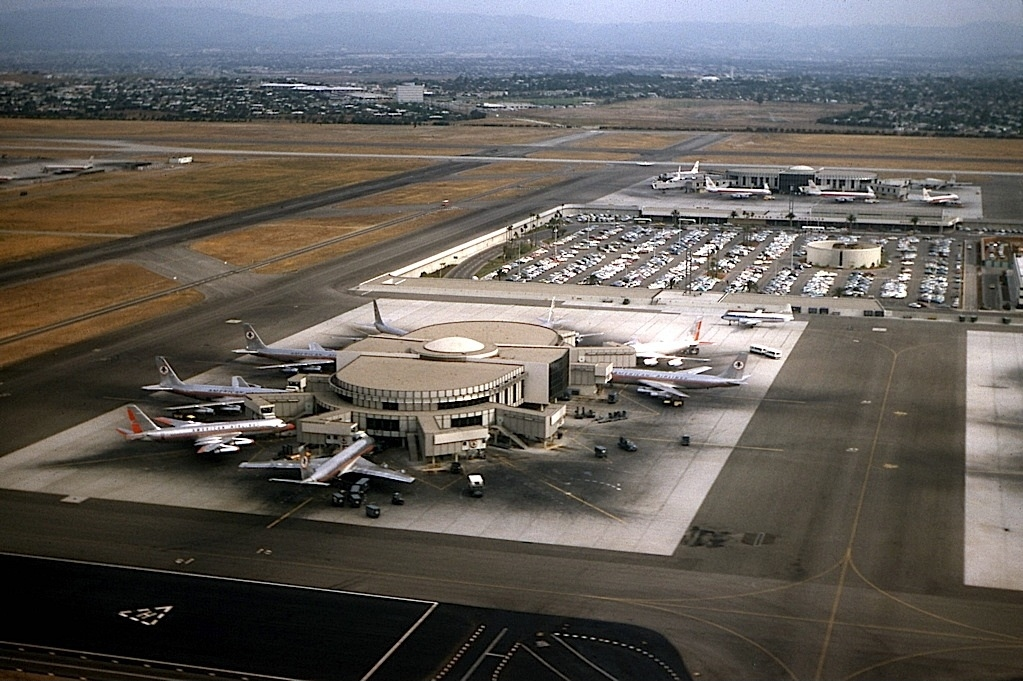
Vista contemporanea dell'Aeroporto Internazionale di Los Angeles.

Il volo 933 era un volo di linea internazionale partito dal principale hub della SAS presso l'aeroporto di Copenaghen in Danimarca all'Aeroporto Internazionale di Los Angeles a Los Angeles, negli Stati Uniti. Aveva uno scalo programmato all'Aeroporto Internazionale di Seattle-Tacoma nello stato di Washington per il cambio dei piloti e il rifornimento. C'erano 45 persone a bordo dell'aereo al momento dell'incidente, di cui 36 passeggeri e nove membri d'equipaggio.
I piloti in partenza da Seattle avevano volato da Copenaghen l'11 gennaio e avevano accumulato circa 48 ore di riposo prima del volo. L'equipaggio era composto da un comandante, un primo ufficiale, un ingegnere di volo e sei assistenti di volo. Il comandante Kenneth Davies, un britannico di 50 anni, lavorava per la SAS dal 1948 e aveva un passato nel RAF Coastal Command. Sul suo curriculum figuravano 11.135 ore sotto la SAS e 900 ore sul DC-8. Il primo ufficiale Hans Ingvar Hansson aveva 40 anni e lavorava per la SAS dal 1957. Aveva accumulato 5.814 ore per la compagnia aerea, di cui 973 ore sul DC-8. L'ingegnere di volo Ake Ingvar Andersson, 32 anni, lavorava per la SAS dal 1966. Aveva volato 985 ore, tutte su un DC-8. Tutti e tre avevano certificati validi, formazione e controlli medici pienamente in regola.
L'equipaggio di cabina era composto da Renning Lenshoj, Arne Roosand, Peter Olssen, Marie Britt Larsson, Susanne Gothberg-Ingeborg e Ann-Charlotte Jennings. Uno steward e due hostess morirono nell'incidente, anche se furono trovati i resti di solo uno dei tre.
Il volo per Seattle proseguì senza incidenti. L'atterraggio avvenne con un atterraggio strumentale (ILS), con il pilota automatico utilizzato fino a 100-60 metri (300-200 piedi) prima di passare ai comandi manuali. Dopo l'atterraggio i tecnici della manutenzione determinarono che il velivolo ebbe tre problemi di manutenzione, consistenti in una funzione di velocità veloce-lenta non funzionante, un basso livello di olio nel motore numero uno e la luce in un bagno non funzionante. I nuovi piloti arrivarono a Seattle-Tacoma un'ora prima del volo, ricevendo i documenti necessari per volare. Il tempo di volo venne stimato in due ore e 16 minuti. Tutti i controlli pre-volo passarono senza problemi. L'aereo fu sghiacciato e gli altimetri vennero impostati e controllati. Il volo partì da Seattle alle 15:46 (Ora legale del Pacifico), un'ora e undici minuti dopo l'orario previsto. Il primo ufficiale ricoprì il ruolo di pilota ai comandi. Gli altimetri vennero ricalibrati e il pilota automatico attivato per la salita e la rotta da seguire.

## Avvicinamento ed atterraggio

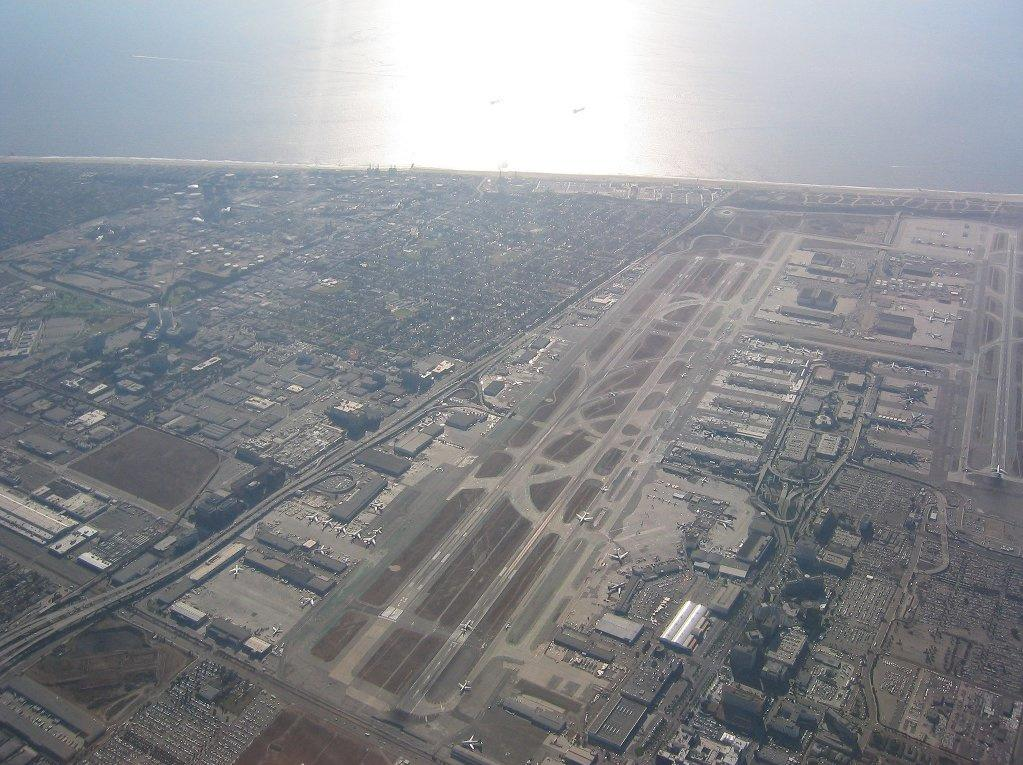
Vista aerea moderna dell'aeroporto internazionale di Los Angeles: la pista 07R si trova sulla sinistra e la baia di Santa Monica sullo sfondo.

Poco dopo le 17:20, uno spedizioniere della compagnia aerea confermò che le condizioni meteo a Los Angeles erano adatte per l'atterraggio. L'aereo entrò in contatto con il centro di controllo del traffico aereo di Los Angeles alle 17:32 e ai piloti venne detto di fermarsi a Bakersfield. Questa fermata venne confermata alle 17:47. Alle 18:39, l'aereo ricevette l'autorizzazione a scendere e a mantenere un'altitudine di 1.500 metri (4.900 piedi) tramite la nuova intersezione Westlake, che non era ancora segnata sulle carte. L'equipaggio avrebbe dovuto effettuare un ILS di ritorno a LAX, sebbene non avessero l'autorizzazione e le cartine per farlo. Il meteo alle 19:00 era costituito da nubi sparse a 300 metri (980 piedi), cielo coperto a 500 metri (1.600 piedi), visibilità di 2,5 miglia nautiche (4,6 km; 2,9 mi) con pioggia leggera e nebbia.
Il cielo era buio e i piloti non disponevano di alcun riferimento visivo a terra. La discesa era controllata tramite l'uso della rotella operante la velocità verticale del pilota automatico combinata con una preselezione di altitudine (che accendeva una luce quando raggiungeva altitudini preselezionate) in modalità manuale. Pur mantenendo l'uso del pilota automatico, i piloti hanno ridotto la loro velocità a 160 nodi (300 km/h; 180 mph) su richiesta del controllo del traffico aereo alle 19:07. A questo punto i piloti stavano operando la checklist di avvicinamento, interrotta dal comandante nel punto riguardante l'altimetro radio, poiché il DC-8 era al di sopra del suo limite operativo e voleva controllarne il funzionamento durante l'ulteriore discesa. Alle 19:11, il volo 933 riceve il permesso di ruotare di 180 gradi e scendere e mantenere i 1.000 metri (3.300 piedi) di altitudine. Entrambi i ricevitori di navigazione erano sintonizzati sulla frequenza ILS.
Alle 19:17:55, il controllore richiese al volo 933 di ridurre la velocità a 153 nodi (283 km/h; 176 mph), confermato subito dopo. Alle 19:19:05, il controllore confermò che l'aereo era autorizzato all'avvicinamento alla pista 07R. In quel momento, il primo ufficiale Hansson pensava che l'aereo fosse a 14 miglia nautiche (26 km; 16 mi) dal trasmettitore VHF omnidirezionale (VOR), mentre il capitano Davies pensava che fossero a 11-12 miglia nautiche (20-22 km; 13-14 mi) di distanza. Il primo ufficiale quindi scollegò il pilota automatico. Davies fece uscire il carrello di atterraggio, mentre Hansson chiese se la checklist di atterraggio fosse stata completata. Questa operazione venne interrotta dal traffico radio e dalle attività del cockpit. L'aereo quindi scese a un'altitudine minima di 176 metri (577 piedi).
Il DC-8 stava seguendo un Cessna 177 Cardinal, designato 67T, anch'esso in fase di atterraggio, volando a 110 nodi (200 km/h; 130 mph). Tutte le comunicazioni tra i due velivoli e il controllo del traffico aereo avvenivano sulla stessa frequenza. Alle 19:19:35 il controllo del traffico aereo chiese al volo 933 di ridurre ulteriormente la sua velocità per tenere conto del Cessna, e i piloti passarono a 126 nodi (233 km/h; 145 mph). Questa velocità richiede la piena estensione dei flap, ma questo passaggio non venne eseguito. Il carrello di atterraggio anteriore mostrava un'indicazione di pericolo; se i flap fossero stati completamente estesi senza il carrello anteriore abbassato, sarebbe risuonato un segnale acustico che non poteva essere zittito senza ritrarre i flap. Il comandante abbassò il carrello, ma la spia luminosa mostrava ancora una condizione di pericolo. Nel frattempo, il primo ufficiale credeva che i flap fossero completamente estesi e iniziò a ridurre la velocità a 126 nodi (233 km/h; 145 mph). Dopo che l'ingegnere di volo ebbe confermato che il carrello anteriore era abbassato e bloccato, il capitano estese completamente i flap.
L'ingegnere di volo eseguì un controllo dei sistemi, prima a memoria e poi dopo aver consultato il manuale di volo. In quel momento, alle 19:20:42, Davies informò il controllo del traffico aereo che stava riscontrando problemi al carrello anteriore che, se non fossero stati risolti nel momento in cui il loro aereo avesse raggiunto la quota minima, avrebbero dovuto annullare l'atterraggio e dirottare verso l'aeroporto alternativo designato, l'aeroporto internazionale McCarran (ora aeroporto internazionale Harry Reid) di Las Vegas. Questa fu l'ultima trasmissione dal volo 933. L'ingegnere di volo eseguì un controllo manuale del carrello di atterraggio dallo spioncino della cabina di pilotaggio, confermando che era abbassato e bloccato. In quel momento, il DC-8 era ad un'altezza di 300 metri (980 piedi). La velocità più bassa che i piloti ricordavano era di 130 nodi (240 km/h; 150 mph) con estensione completa dei flap.
Pochi minuti prima dell'impatto, l'aereo aveva un'altitudine di 930 metri (3.050 piedi). Scese a 670 metri (2.200 piedi) nei successivi 26 secondi, si livellò per 16 secondi, quindi scese al livello del mare in un minuto e 16 secondi. I piloti non avevano il controllo sulla velocità di discesa e la cosa successiva che il primo ufficiale ricordò fu di aver visto l'altimetro avvicinarsi allo zero. Tentò di risalire tramite contropressione e aumentando la potenza ai motori, ma l'aereo colpì l'acqua prima di essere in grado di eseguire questa manovra. L'impatto ebbe luogo alle 19:21:30 PST (03:21:30 del 14 gennaio, ora coordinata universale) nella baia di Santa Monica, circa 6 miglia nautiche (11 km; 6,9 miglia) a ovest di Los Angeles, in acque internazionali, dove il mare è profondo 110 metri (360 piedi). L'equipaggio non ricordava alcun tasso di caduta insolito, turbolenza o imbardata, né ci sono stati allarmi strumentali, tranne un lampeggio all'ultimo momento della luce di differenza di rotta.
L'aereo colpì l'acqua prima con la coda. L'impatto causò la rottura della fusoliera in tre parti principali. La più grande era la sezione anteriore di 26 metri (85 piedi) dal muso al bordo d'attacco delle ali. Rimase a galla dopo l'incidente per circa venti ore. La sezione centrale era lunga 13 metri (43 piedi) dal bordo d'attacco dell'ala alla paratia di pressione posteriore. La sezione di poppa era costituita dal cono di coda che includeva tutti gli stabilizzatori orizzontali e gli stabilizzatori verticali. I motori e il carrello di atterraggio si staccarono dall'aereo al momento dell'impatto.

## Il salvataggio e il recupero
Tre membri dell'equipaggio di cabina e dodici passeggeri morirono nell'impatto. Di questi, quattro furono confermati annegati, mentre undici risultarono dispersi e presunti morti. Undici passeggeri e i restanti sei membri dell'equipaggio rimasero feriti, mentre tredici passeggeri non riportarono ferite. In tutto trenta persone sopravvissero allo schianto. I passeggeri erano distribuiti in tutto l'aereo, sebbene ci fosse una percentuale leggermente più alta di sopravvissuti a prua che a poppa. I tre membri dell'equipaggio di cabina sopravvissuti, un comandante fuori servizio e un assistente di volo, evacuarono i passeggeri sulle ali e nelle zattere di salvataggio.
Quando le prime due zattere di salvataggio furono riempite, vennero legate insieme e i superstiti remarono dall'ala di sinistra verso il muso dell'aereo. Una delle zattere raschiò contro un pezzo di metallo e si sgonfiò rapidamente, con i suoi occupanti che caddero in acqua. Altri passeggeri lanciarono una zattera di salvataggio dall'ala di dritta, ma anche questa forò. La guardia costiera degli Stati Uniti avviò rapidamente una missione di ricerca e soccorso. Ci vollero tra i 45 e i 60 minuti prima che la squadra di soccorso fosse in grado di raccogliere i sopravvissuti. I soccorritori rimasero per ore alla costante ricerca dei sopravvissuti.
La parte anteriore dell'aereo fu rimorchiata verso la spiaggia di Malibù, dove affondò. In seguito fu sollevata e portata al Long Beach Terminal Island Naval Shipyard per le indagini. Tutti gli strumenti di volo furono recuperati. Le restanti altre due sezioni, insieme ai motori e al carrello d'atterraggio, non vennero recuperate.

## L'indagine
Poiché l'incidente era avvenuto in acque internazionali, l'indagine fu condotta in conformità con la convenzione sull'aviazione civile internazionale. Il governo norvegese richiese che l'indagine fosse condotta dal National Transportation Safety Board degli Stati Uniti, dato che lo Sverre Viking. I registri di manutenzione sono stati esaminati dall'Accident Investigation Board Norway. Il rapporto finale del Board è stato rilasciato il 1° luglio 1970, dopo 534 giorni di indagini.
Il volo 933 fu la ventesima perdita totale di un DC-8; fu, all'epoca, il decimo peggior incidente di questo tipo e rimane al ventesimo posto. Fu il terzo incidente mortale della SAS, ma la compagnia aerea non ne avrebbe sperimentato un altro fino alla collisione in pista dell'aeroporto di Linate del 2001.
Tutti i sistemi di assistenza alla navigazione dell'aeroporto di Los Angeles vennero controllati e risultarono funzionanti al momento dell'incidente. Il registratore di volo fu recuperato utilizzando un veicolo sottomarino comandato a distanza, risultando intatto. I voli e i test del simulatore vennero effettuati dalla SAS, confermando che i dati registrati potevano essere simulati in modo appropriato nei tempi previsti. Poiché l'aereo è stato ritenuto idoneo al volo e in grado di volare, la maggior parte del lavoro della commissione d'inchiesta si concentrò sulle procedure operative.

## Cause
L'incidente fu causato da una serie di eventi che, sebbene non di per sé sufficienti a causare lo schianto, si combinarono per causare un collasso nella gestione delle risorse dell'equipaggio. Il volo subì due ritardi (lo sghiacciamento a Seattle-Tacoma e un momento di attesa a Bakersfield), che insieme alla velocità del vento, prolungarono il tempo di volo di quasi tre ore. Ciò spinse il comandante a considerare di dirottare a Las Vegas. Il primo errore del pilota si verificò quando il primo ufficiale Hansson impostò in modo errato il suo altimetro all'inizio della discesa. La differenza tra il suo altimetro e quello del capitano non fu mai notata.
Dopo aver ricevuto l'autorizzazione, il controllo del traffico aereo si servì di una terminologia non standard. Poiché non aveva l'autorizzazione per servirsi di un avvicinamento di ritorno localizzato, il comandante Davies avrebbe dovuto richiedere un avvicinamento diverso. Invece, l'equipaggio optò per un avvicinamento VOR senza informare il controllore. Nessuno dei due piloti aveva eseguito un avvicinamento strumentale e un atterraggio sulla pista 07R, il che li rendeva meno familiari con questa rispetto alla pista 25, sulla quale atterravano spesso. Un altro fattore era che l'aereo della SAS era costretto a operare alle velocità di sicurezza più basse consentite mentre si avvicinava al Cessna.
La commissione interpretò molte di queste azioni come scorciatoie per evitare ulteriori ritardi su un volo già gravemente in ritardo. Ritennero ragionevole la decisione di scendere a 5 metri al secondo (1.000 fpm) date le condizioni. Tuttavia, mentre Hansson si concentrava sul problema del carrello anteriore, l'aereo in realtà passò a una discesa di 10,0 metri al secondo (1.960 fpm) per 26 secondi, una discesa nulla per 16 secondi e poi una discesa media di 8,6 metri al secondo (1.720 fpm) fino all'impatto. Il primo ufficiale rimase distratto dalle faccende del capitano con i problemi del carrello di atterraggio, impedendogli di svolgere il compito principale: pilotare l'aereo. Il ciclo del carrello di atterraggio e il ritardo nell'estensione dei flap resero più difficili il controllo della velocità e dell'altitudine. Davies inoltre non informò il primo ufficiale quando i flap erano completamente estesi.
Sia il problema del carrello che le preoccupazioni sulla velocità fecero sì che il comandante Davies si concentrasse sulla possibilità di un mancato avvicinamento e sul grande inconveniente di un dirottamento verso Las Vegas. La commissione aveva l'impressione che il comandante non fosse riuscito a monitorare correttamente l'avvicinamento e che la gestione delle risorse dell'equipaggio fosse crollata. Non riuscì a dare le istruzioni appropriate al primo ufficiale Hansson e non eseguì le sue istruzioni, il che distolse l'attenzione di quest'ultimo dal suo compito di monitorare gli strumenti di volo. La situazione peggiorò quando l'equipaggio tentò di volare a 126 nodi (233 km/h; 145 mph) quando l'aereo non era configurato per quella velocità. Questi fattori crearono una situazione in cui nessuno dei due piloti stava monitorando l'altitudine. C'era anche una lacuna nella carta di avvicinamento che non mostrava un'altitudine minima all'incrocio di Del Rey. Ciò avrebbe dato ai piloti l'opportunità di correggere l'altitudine dell'aereo.
La commissione classificò l'incidente come sopravvivibile perché le forze d'impatto variavano lungo la fusoliera. L'impatto con la coda in avanti fu causato dall'ultimo secondo tentativo del copilota di sollevare l'aereo. La maggior parte delle vittime morì perché erano rimaste intrappolate nelle sezioni che affondavano, causate dal crollo della struttura dopo l'impatto. Il crollo fu causato dall'integrità tubolare compromessa che dipendeva dalla trave di chiglia strappata via all'impatto.
Gli indicatori luminosi del carrello anteriore erano stati progettati per essere a prova di guasto, avendo due lampadine separate. Un sistema del genere si rivelò inadeguato, poiché era impossibile guardare attraverso la copertura per verificare se una delle lampadine fosse fulminata, il che significava che il guasto di una lampadina non sarebbe stato rilevato fino a quando entrambe le lampadine non avessero funzionato male. Si presumeva quindi che la prima lampadina fosse divenuta inoperativa qualche tempo prima del giorno del volo, mentre la seconda lampadina si era rotta durante il volo 933. L'NTSB pertanto consigliò alla Federal Aviation Administration di elaborare dei mezzi per evitare in futuro altri progetti a prova di guasto fallimentari. Entrambi i piloti avevano spie luminose indicanti la quota di discesa minima, che si presumeva avrebbero fornito un allarme visivo, ma a causa del sovraccarico di lavoro nessuno dei due piloti diresse la sua attenzione a questi avvisi.
La commissione d'inchiesta giunse alla seguente conclusione:
Due incidenti simili si verificarono nel decennio successivo. Il volo Eastern Air Lines 401 fu un incidente spartiacque nella sicurezza aerea: il 29 dicembre 1972, l'intero equipaggio di volo si preoccupò di una spia luminosa bruciata che avrebbe indicato se il carrello di atterraggio fosse abbassato o meno, e non si accorse che il pilota automatico era stato inavvertitamente scollegato. Di conseguenza, l'aereo perse gradualmente quota e alla fine si schiantò nelle Everglades. Un incidente simile si verificò il 28 dicembre 1978, quando il capitano del volo United Airlines 173 fu distratto da un problema al carrello di atterraggio e non prestò attenzione alle preoccupazioni dei suoi colleghi sul livello di carburante dell'aereo, con conseguente esaurimento del carburante in tutti i motori e il successivo schianto con vittime.